# Autorité fédérale de supervision financière

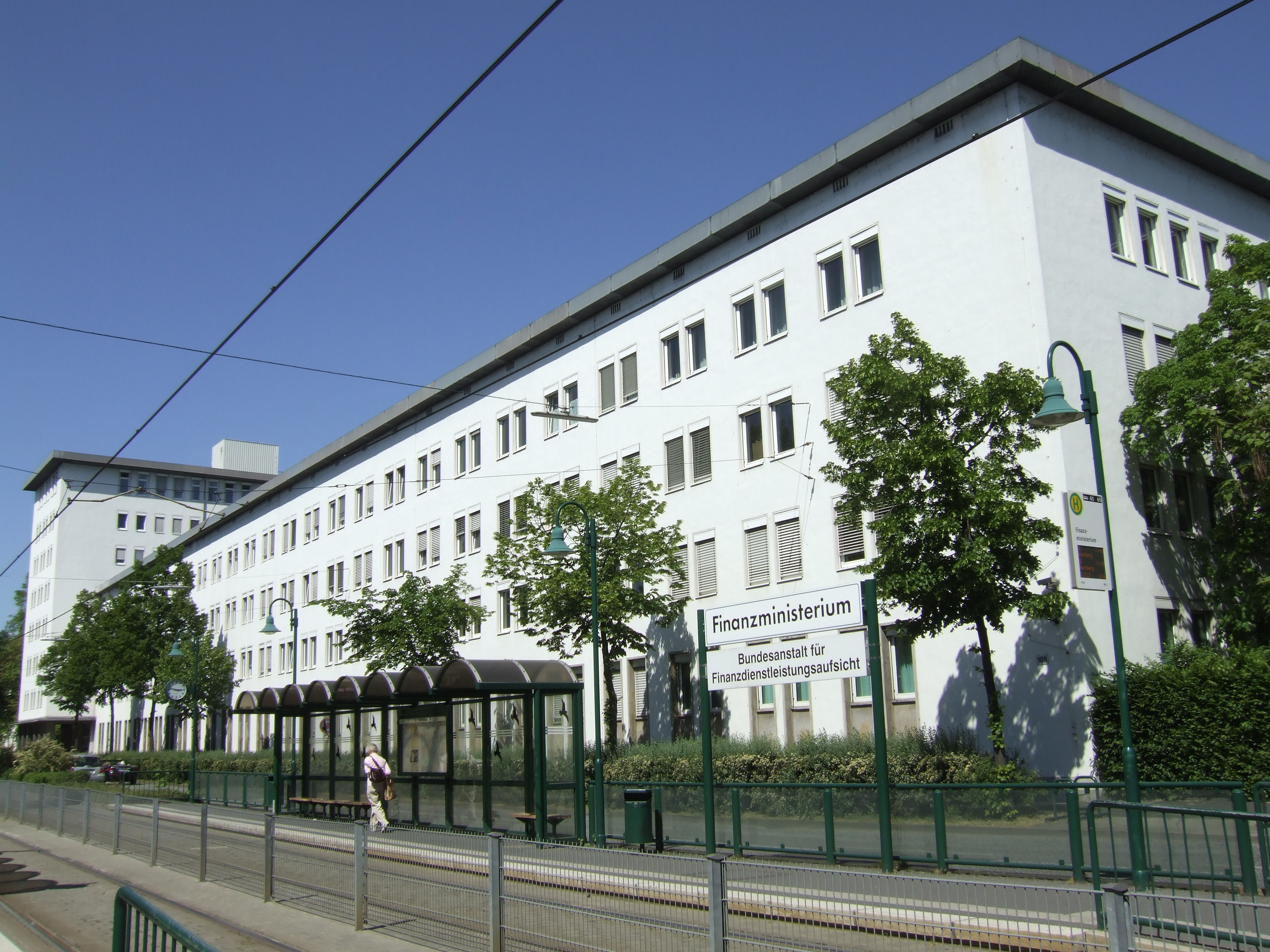
Bâtiment du BaFin à Bonn.

« BaFin » redirige ici. Pour l’article homophone, voir Baffin.
L'Autorité fédérale de supervision financière (en allemand : Bundesanstalt für Finanzdienstleistungsaufsicht), mieux connu par l'abréviation BaFin, est l'autorité de régulation de la finance en Allemagne. C'est une institution fédérale indépendante sous la supervision du Ministère fédéral des Finances. Ses sièges se trouvent à Bonn et Frankfurt. BaFin supervise près de 2700 banques, 800 services financiers et plus de 700 assurances.

## Critiques
À partir de la mi-juin 2020, la BaFin est prise dans le scandale financier lié au dépôt de bilan frauduleux de la société Wirecard. En effet, selon Reuters, les autorités allemandes ont continué pendant quatre ans à enquêter sur les investisseurs qui pariaient contre les actions de Wirecard AG, même après que le régulateur britannique a conclu que leurs preuves contre les vendeurs à découvert n'étaient « pas suffisantes ». Avec les encouragements des avocats de Wirecard et malgré les signaux d'alerte concernant la société, la Bafin et les procureurs bavarois de Munich ont réagi rapidement contre les vendeurs à découvert après un rapport de recherche de février 2016 alléguant une fraude et un blanchiment d'argent chez Wirecard, selon des documents confidentiels liés à l'enquête. Les documents fournissent de nouveaux détails sur la rapidité et la ténacité avec lesquelles ils ont poursuivi les détracteurs et l'étendue de leur confiance en la direction de l'entreprise.
Fraser Perring, l'un des auteurs du rapport de février 2016, qui avait parié sur une baisse des actions de Wirecard et fait l'objet d'une enquête pour manipulation de marché, a déclaré à Reuters qu'il avait envoyé ses conclusions à Bafin en février 2016. Perring soutient qu'il n'avait rien entendu jusqu'à ce qu'il le découvre, en 2018, qu'il faisait l'objet d'une enquête pénale en Allemagne.
De plus, le Financial Times avait publié 3 articles à partir de janvier 2019, au sujet d'une probable fraude comptable dans les comptes de Wirecard. Au lieu de demander un audit de Wirecard, la BaFin a mis en examen des journalistes du Financial Times pour manipulation illicite de cours en bourse. 
La BaFin, présidée par Felix Hufeld, explique a posteriori son attitude par le fait qu'elle n'avait les compétences de contrôle que sur l'activité bancaire de Wirecard et pas l'ensemble de ses activités et comptes. Le ministre allemand Olaf Scholz déclare fin juin 2020 : « Nous devons rapidement clarifier la manière dont nous devons modifier nos dispositions réglementaires afin de pouvoir surveiller de manière complète, rapide et efficace les entreprises aussi complexes soient-elles ». 
Fin juin 2020, la Commission européenne charge l'Autorité européenne des marchés financiers (ESMA) d'enquêter sur l'affaire. L'enquête de l'ESMA est lancée le 15 juillet 2020 et doit se terminer fin octobre ; elle pourrait aboutir à une nouvelle organisation du contrôle des marchés financiers en Allemagne.
En octobre 2020, le rapport commandité par le Parlement européen souligne les faiblesses structurelles de la supervision de la BaFin vis-à-vis des FinTech.   
Le 3 novembre 2020, l'ESMA, le régulateur européen des marchés financiers, rend son rapport sur le rôle de la BaFin et celui du FREP, l'autorité allemande de surveillance des publications financières des sociétés cotées. Ce rapport est le résultat d'un audit effectué par les autres régulateurs européens des marchés financiers. Cet examen par les pairs « identifie un certain nombre de déficiences, d'inefficacités et d'obstacles juridiques et procéduraux » aux niveaux de l'indépendance de la BaFin vis-à-vis des émetteurs et du gouvernement, de la surveillance du marché par la BaFin et le FREP, des procédures d'examen du FREP et de l'efficacité du système de surveillance dans le domaine de l'information financière. Le rapport souligne les déficiences du contrôle interne de la BaFin, qui n'a pas su déceler les conflits d'intérêts de ses employés vis-à-vis des émetteurs, et le risque d'influence du politique (ministère des Finances) sur les décisions. Il estime aussi que « la BaFin et le FREP n'ont pas la même perception de leur rôle respectif et des limites et possibilités » dans le domaine du contrôle de l'information financière, tandis que leur culture de la confidentialité et leur mauvaise coopération ont été des facteurs aggravantes.